# Letnie Grand Prix w skokach narciarskich 1995
Letnie Grand Prix w skokach narciarskich 1995 – 2. edycja Letniego Grand Prix, która rozpoczęła się 19 sierpnia 1995 roku w Kuopio, a zakończyła 3 września 1995 w Stams. Rozegrano 4 konkursy indywidualne.

## Zwycięzcy

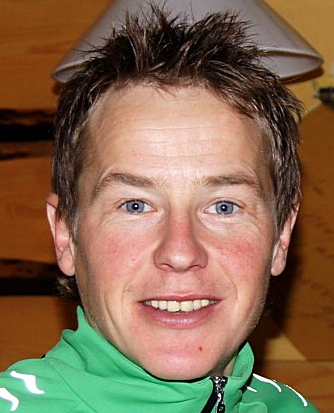
Andreas Goldberger, zwycięzca Letniego Grand Prix 1995

## Kalendarz i wyniki
| Lp.                                           | Data                                          | Miejscowość                                   | Punkt K                                       | Uwagi                                         | 1. miejsce         | 2. miejsce         | 3. miejsce        |
| --------------------------------------------- | --------------------------------------------- | --------------------------------------------- | --------------------------------------------- | --------------------------------------------- | ------------------ | ------------------ | ----------------- |
| 1.                                            | 19 sierpnia 1995                              | Kuopio                                        | K-90                                          | –                                             | Kazuyoshi Funaki   | Andreas Goldberger | Bruno Reuteler    |
| 2.                                            | 20 sierpnia 1995                              | Trondheim                                     | K-120                                         | –                                             | Zbyněk Krompolc    | Andreas Goldberger | Rico Meinel       |
| 3.                                            | 27 sierpnia 1995                              | Hinterzarten                                  | K-90                                          | –                                             | Andreas Goldberger | Jaroslav Sakala    | Hiroya Saitō      |
| 4.                                            | 3 września 1995                               | Stams                                         | K-105                                         | –                                             | Karl-Heinz Dorner  | Hiroya Saitō       | Kazuyoshi Funaki  |
| Letnie Grand Prix 1995 – klasyfikacja końcowa | Letnie Grand Prix 1995 – klasyfikacja końcowa | Letnie Grand Prix 1995 – klasyfikacja końcowa | Letnie Grand Prix 1995 – klasyfikacja końcowa | Letnie Grand Prix 1995 – klasyfikacja końcowa | Andreas Goldberger | Kazuyoshi Funaki   | Ari-Pekka Nikkola |

## Klasyfikacja końcowa
| Miejsce | Zawodnik           | Punkty |
| ------- | ------------------ | ------ |
| 1.      | Andreas Goldberger | 1007,4 |
| 2.      | Kazuyoshi Funaki   | 956,1  |
| 3.      | Ari-Pekka Nikkola  | 935,6  |
| 4.      | Mika Laitinen      | 913,8  |
| 5.      | Janne Ahonen       | 888,3  |
| 6.      | Zbyněk Krompolc    | 871,3  |
| 7.      | Nicolas Jean-Prost | 869,5  |
| 8.      | Rico Meinel        | 859,6  |
| 9.      | Karl-Heinz Dorner  | 833,0  |
| 10.     | Hansjörg Jäkle     | 830,6  |
| ...     |                    |        |